# Norra Zanzibar

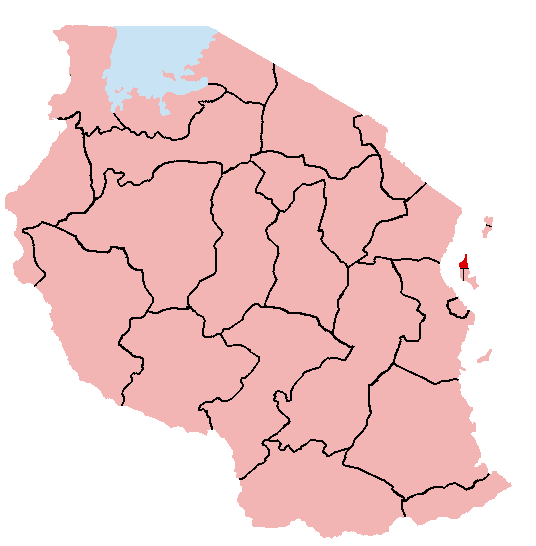
Norra Zanzibars läge i Tanzania.

Norra Zanzibar (engelska Zanzibar North, swahili Unguja Kaskazini) är en av Tanzanias 26 regioner och omfattar den norra delen av ön Zanzibar. Den har en beräknad folkmängd av 171 234 invånare 2009 på en yta av 470 km². Administrativ huvudort är Mkokotoni. Regionen är indelad i två distrikt, North "A" och North "B". 

## Urbanisering
Regionens urbaniseringsgrad beräknas till 6,74 % år 2009, en uppgång från 6,03 % året innan. Norra Zanzibar har inga större städer, och endast tre orter av mindre storlek. Dessa ökar dock sin folkmängd snabbt och deras totala folkmängd beräknas vara cirka fyra gånger högre år 2009 än vid folkräkningen 2002.
| Ort       | Distrikt  | Invånarantal 2002 |
| --------- | --------- | ----------------- |
| Mahonda   | North "B" | 1 464             |
| Gamba     | North "A" | 589               |
| Mkokotoni | North "A" | 438               |